# NGC 2047
NGC 2047 (również ESO 56-SC167) – gromada otwarta, znajdująca się w gwiazdozbiorze Góry Stołowej, w Wielkim Obłoku Magellana. Odkrył ją John Herschel 11 listopada 1836 roku.